# Doposcì

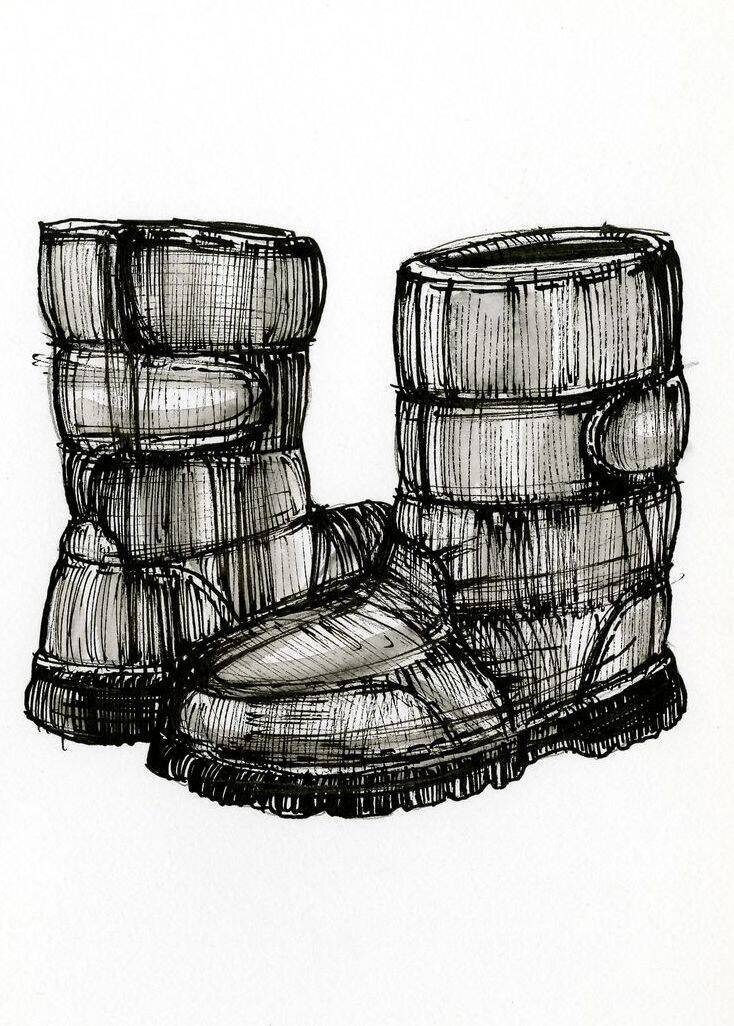
Stivali da doposcì

I doposcì sono calzature da neve, il cui nome deriva dalla nota disciplina sportiva dello sci. Vengono utilizzati per raggiungere le piste da sci mantenendo i piedi caldi. Vengono anche utilizzati in città in presenza di abbondante neve o ghiaccio, agevolando gli spostamenti a piedi. 
I doposcì possono essere impermeabili se muniti di apposite membrane; possono anche garantire un'ottima aderenza su neve o ghiaccio per merito della suola, che è scolpita. 
Vi sono molti generi di doposci, alcuni unisex, con colori sgargianti. Altri sono invece prettamente maschili o femminili.